# Rodox Trading
Rodox Trading er et dansk pornofirma, startet i 1966 af brødrene Jens Theander og Peter Theander, og bl.a. kendt for pornobladene Color Climax og for en lang række 8mm-film.
I 1976-81 solgte Rodox Trading og søsterselskabet Color Climax Corporation op til 4.000 film om dagen og var blandt verdens førende producenter af pornoblade og pornofilm.

## Eksterne links
- Rodox – officiel hjemmeside (ikke for børn og sarte sjæle!)
- Artikel om Theander-brødrene, på Babesline.dk Arkiveret 30. januar 2016 hos  Wayback Machine
- Rodox Trading på Internet Movie Database (engelsk)